# Songthela
Songthela es un género de arañas perteneciente a la familia  Liphistiidae que es originario de China.

## Especies
- Songthela hangzhouensis (Chen, Zhang & Zhu, 1981) — China
- Songthela heyangensis (Zhu & Wang, 1984) — China
- Songthela schensiensis (Schenkel, 1953) — China
- Songthela sinensis (Bishop & Crosby, 1932) — China